# Retech System LLC
Retech System LLC（リテックシステム社）はアメリカメンドシノ郡カリフォルニア州ユカヤ市に本社を置く、各種真空溶解炉の設計製作を行う溶解炉メーカー。

## 概要
1964年の設立以来、特殊金属の真空 溶解/溶融炉の専門メーカーである。

## 沿革
- 1963年　設立
- 1975年　Retech Incに社名を変更
- 1995年　ロッキードマーティン社の傘下となる
- 1999年　ロッキードマーティン社のリストラクチュアリングにより独立。Retech Systems,LLCとなる

## Retech社が取り扱う商品郡
- 真空溶解　(VIM:Vacuum Induction Melting)

真空精密鋳造炉（Vacuum Precision Investment Casting）
コールド・ウォール・インダクション（Cold Wall Induction）
- プラズマアーク溶解（PAM:Plasma Arc Melting）

PAMハース溶解・精錬炉
プラズマボタン炉（Plasma Button Furnace）
プラズマ溶解炉（PAM Furnace）
プラズマ溶接機（Plasma Welder）
プラズマ・コンソリデーション（Plasma Consolidation ）
炉床回転式プラズマ溶融炉（PACT:Plasma Arc Centrifugal Treatment System）
- 電子ビーム溶解（EB:Electron Beam Melting）

EB溶解炉（EB Melting Furnace）
EBハース溶解・精錬炉（EB Hearth Refining Furnace）
- 真空アーク再溶解（VAR:Vacuum Aar Remelting）

真空アーク再溶解炉
消耗電極式鋳造炉（VAR Consumable Casting Furnace）